# 여행자 (1975년 영화)
《여행자》(Professione/Reporter)는 미켈란젤로 안토니오니 감독이 제작한, 미국, 프랑스, 이탈리아, 스페인의 합작 영화이다.

## 개요
본작은 미켈란젤로 안토니오니 감독이 외국자본으로 만든 세 번째 영화로, 우연히 만난 죽은 낯선 사람의 여권사진을 자신의 사진으로 바꾼 후 그 사람의 삶을 살아가는 주인공의 이야기를 다룬다. 잭 니콜슨과 마리아 슈나이더가 주연을 맡았다.

## 출연
- 잭 니콜슨 - 데이비드 로크 역
- 마리아 슈나이더 - 여자 역
- 스티븐 버코프 - 스테펜 역
- 이안 헨드리 - 마틴 나이트 역
- 제니 로렌스 - 레이첼 로크 역
- 엠브로이즈 비아 - 아체베 역
- 찰스 머브힐 - 데이비드 로버트슨 역

## 줄거리
데이비드 로크는 아프리카 지역을 알리는 텔레비전 리포터. 그는 북아프리카 지역의 사막 호텔에 도착한다. 그의 임무는 그 지역의 게릴라 군을 취재하는 것이다. 그는 갑자기 죽어가는 한남자를 만나고, 그 남자가 자신과 너무도 닮았다는 사실에 깜짝 놀란다. 그는 죽어가는 남자와 자신의 신분을 바꿔치기로 한다. 그럼으로 해서 그는 자신의 문제에서 탈출할 수 있는 것이다. 놀랍게도 그가 얻게 된 새 삶은 국제무기밀매상의 삶이었다. 새 삶에서 그는 한 여자를 만나게 된다. 그러나 새로운 삶에서도 그는 위험한 상황에 처하고 결국 죽음을 맞이하게 된다.

## 감독
안토니오니에게는 ‘고독 3부작’이 있다. 안토니오니는 전후 이탈리아 중상류층의 영혼 없는 남녀들의 고독과 권태, 안일과 대화 부재, 소외와 감정의 황폐화를 미니말리즘 수법으로 보여줬다. 셋 중 첫 번째가 그의 이름을 세계적으로 알린 ‘라벤투라 (L’Aventura 모험 1960) ’. 나머지가 ‘라 노테 (La Notte 밤 1961) ’와 ‘레클리세 (L’EClisse 일식 1962)’이다. 안토니오니의 영화는 영상미가 빼어나다. 특히 그는 나른한 고독과 권태의 속성을 롱테이크(long take)로 묘사했고 황량한 풍경과 텅 빈 화면 구성으로 감정의 불모 상태를 그린다.

## 제작자
이 영화의 제작자는 카를로 폰티이다.
본명은 Carlo Ponti이며 직업은 영화제작프로듀서이다. 1912년 12월 11일 이탈리아 롬바르디 마젠타에서 태어나 1957년 소피아 로렌과 결혼하여 2남을 두었다. 그의 작품으로는 나폴리의 황금 (1954년), 율리시스 (1955년), 철도원 (1956년), 검은 난초 (1958년), 두 여인 (1961년), 여자는 여자다 (1961년), 푸른 수염 (1962년), 사랑의 변주곡 (1963년), 경멸 (1963년), 기관총부대 (1963년), 이태리식 결혼 (1964년), 제 10의 도망자 (1965년), 닥터 지바고 (1965년), 욕망 (1966년), 25시 (1967년), 연인들의 장소 (1968년), 자브리스키 포인트 (1970년), 해바라기 (1970년), 로마여 영원하라 (1973년), 위험한 관계 (1974년), 엔디 워홀의 프랑크슈타인 (1974년), 여행자 (1975년), 카산드라 크로싱 (1976년), 오로라 (1984년), 러닝 어웨이 (1988년) 이 있다.

## 촬영 기법
- 롱테이크 : 영화의 쇼트 구성 방법 중 하나. 1~2분 이상의 쇼트가 편집 없이 길게 진행되는 것.

테이크(take)는 카메라를 한번 작동시켜 하나의 쇼트를 촬영하는 것을 뜻한다. 롱 테이크는 하나의 쇼트를 길게 촬영하는 것을 말한다. 일반적인 상업영화의 쇼트는 10초 내외인데 비해 1~2분 이상의 쇼트가 편집 없이 진행되는 것을 롱 테이크라고 한다.
카메라가 고정되어 있는가, 움직이는가에 따라 롱 테이크를 크게 둘로 나누어 볼 수 있다. 카메라가 고정된 롱 테이크는 일반적으로 시간과 공간의 사실성을 증대시키는 효과가 있다. 《서편제》(1993, 임권택)의 유명한 롱 테이크 장면이 이에 속한다. 이에 반해 역동적인 카메라의 롱 테이크는 영화 속에서 보다 다양하게 활용된다. 이런 롱 테이크에서는 패닝, 트래킹, 크레이닝, 주밍 등의 기법이 편집을 대신한다. 카메라가 움직이는 롱 테이크는 영화에 사실성을 더하면서도 관객에게 영화 속 공간에 카메라와 함께 있는 듯한 느낌을 준다. 《악의 손길 Touch of Evil》(1958, 오손 웰스)과 《샤이닝 The Shining》(1980, 스탠리 큐브릭), 《좋은 친구들 Goodfellas》(1990, 마틴 스코시즈), 《플레이어 The Player》(1992, 로버트 알트먼)과 같은 영화들이 이런 롱 테이크를 잘 보여준다.

## 영화제 초청·수상
- 1975년 칸 영화제 황금종려상 후보